# Cimetière fortifié de Hartmannswiller
Le cimetière fortifié de Hartmannswiller est un monument historique situé à Hartmannswiller, dans le département français du Haut-Rhin.

## Localisation
Ces constructions sont situées à Hartmannswiller.

## Historique
L'édifice fait l'objet d'un classement au titre des monuments historiques depuis 1920.